# Попович, Любица
Любица Попович (серб. Љубица Поповић; 9 января 1921, Медун — 11 июня 1942, Орахово) — черногорская студентка и рабочая, участница Народно-освободительной войны Югославии, Народный герой Югославии.

## Биография
Родилась 9 января 1921 в селении Медун, недалеко от Подгорицы. Окончила школы в Цетинье и Сенте, училась в экономических училищах в Подгорице и Суботице. Окончив обучение, занялась работой в Студенческой самопомощи — организации, помогавшей студентам-марксистам. В Коммунистической партии Югославии с 1939 года, с 1940 года устроилась работать на табачную фабрику в Подгорице вместе с Еленой Четкович и Джиной Врбицей. Любица организовала там ряд успешных забастовок. В начале 1941 года была избрана в городской и окружной комитеты Подгорицы КПЮ, а затем и в Черногорское и Санджакское отделения КПЮ.
После вторжения немцев в страну и её оккупации Любица вошла в число организаторов антиитальянского восстания в Черногории. На территории оккупированной страны она набирала молодых добровольцев в партизанские войска. В начале сентября 1941 года она была избрана в совет Черногорской народной молодёжи, который руководил молодёжным движением, а в сентябре продлила свои полномочия в Подгорицких отделениях КПЮ. В июне 1942 года Любица осталась на территории Черногории контролировать деятельность партии после отхода основных партизанских сил. Осенью 1942 года она вместе с группой руководителей черногорских ячеек партии во главе с Блажо Йовановичем безопасно перебралась в Албанию.
В селе Орахово близ Подгорицы 8 декабря 1942 вместе с Радиславом Божовичем и Радомиром Никезичем Любица попала в засаду четников. При попытке прорыва она получила тяжёлое ранение: её нога была полностью раздроблена. Ранен был также Радислав, и Радомир вынужден был отнести их обоих на своей спине в хижину. Утром 9 декабря четники обнаружили хижину, в то время Радислав делал перевязку. В ходе битвы четники, кидая гранаты, подожгли дом. Ситуация оказалась критической, и Любица попросила Радислава застрелить её, чтобы она не попала в плен. Радислав исполнил последнюю волю подруги, а затем покончил с собой.
Ещё во время войны Иван Милутинович и руководство II Съезда Объединённого союза антифашистской молодёжи Черногории и Боки представили Любицу к званию Народного героя, однако звание ей было присвоено лишь 12 июля 1949 спустя шесть с половиной лет после её гибели.